# Laemophloeus sanguinolentus
Laemophloeus sanguinolentus is een keversoort uit de familie dwergschorskevers (Laemophloeidae). De wetenschappelijke naam van de soort werd in 1831 gepubliceerd door Frederick William Hope.